# Ryan Day
Pour les articles homonymes, voir Day.
Ryan Day, né le 23 mars 1980 à Pontycymer, Bridgend County, pays de Galles, est un joueur de snooker professionnel gallois.
Day a atteint le sixième rang du classement mondial de snooker au terme de la saison 2008-2009. Ce classement constitue le sommet de sa carrière, Day étant à l'époque le joueur le mieux classé de l'histoire à ne jamais avoir remporté de tournoi classé, ayant échoué à trois reprises en finale. Depuis, il compte quatre tournois classés à son palmarès : le Masters de Riga 2017, l'Open de Gibraltar 2018, le Snooker Shoot-Out 2021 et l'Open de Grande-Bretagne 2022.

## Carrière

### Débuts sur le circuit professionnel (1999-2003)
Day commence sa carrière professionnelle en 1999, jouant les tournois du circuit de Grande-Bretagne, deuxième division du snooker mondial à cette époque. Élu jeune joueur de la saison 2000-2001, il prend part à un tournoi de qualifications pour le Masters de snooker, qu'il remporte. Après une victoire en barrages contre Dave Harold, il est éliminé par Stephen Hendry 6-0.
Ryan Day se qualifie pour le championnat du monde 2004 où il affronte la tête de série no 4 John Higgins au premier tour. Il mène 9-7, devenant le premier joueur à effectuer trois centuries lors de sa première apparition au championnat du monde. Cependant, il manque une bille dans la dix-septième manche, qui aurait forcé John Higgins à jouer un snooker pour rester dans le tournoi. Higgins remporte cette manche, les deux suivantes et élimine Ryan Day. Comme lot de consolation, Higgins admit que Day deviendrait « un joueur inévitable pour les nombreuses années à venir ».
En effet, la carrière de Ryan Day continue sur une pente ascendante. Dès l'année suivante, il réalise son premier quart de finale à l'Open du pays de Galles, battant Ali Carter et Steve Davis sur son parcours. Contre Davis, Day accomplit une performance assez peu commune : mené 4-0, il revient pour s'imposer 5-4.

### Point culminant (2006-2009)
Il atteint sa première finale au cours de la saison 2006-2007, à la Coupe de Malte, battu par Shaun Murphy 9-4. Il commence la saison suivante par une nouvelle finale, au Masters de Shanghai. Menant face à son compatriote Dominic Dale 6-2 au terme de la première session, il connaît un terrible passage à vide lors de la seconde et perd finalement 10-6. Il se hisse jusqu'en demi-finales à l'Open de Chine, où il bat Matthew Stevens, Ken Doherty et Mark Williams. Battu lors de la manche décisive par Stephen Maguire (6-5), Day est privé de disputer une autre finale cette saison. Il se rattrape au championnat du monde en atteignant les quarts de finale pour la première fois. Pour ce faire, Day se défait de l'Irlandais Michael Judge 10 manches à 6 et du champion en titre, John Higgins 13 manches à 9, décrivant cette victoire comme l'une des meilleures de sa carrière. Day est battu par Stephen Hendry 13 manches à 7. Sa dernière finale en date se dispute une saison plus tard lors du Grand Prix. Il est battu par John Higgins. Un quart de finale au championnat du monde cette saison-là permet à Day d'atteindre le sixième rang mondial, son meilleur classement.

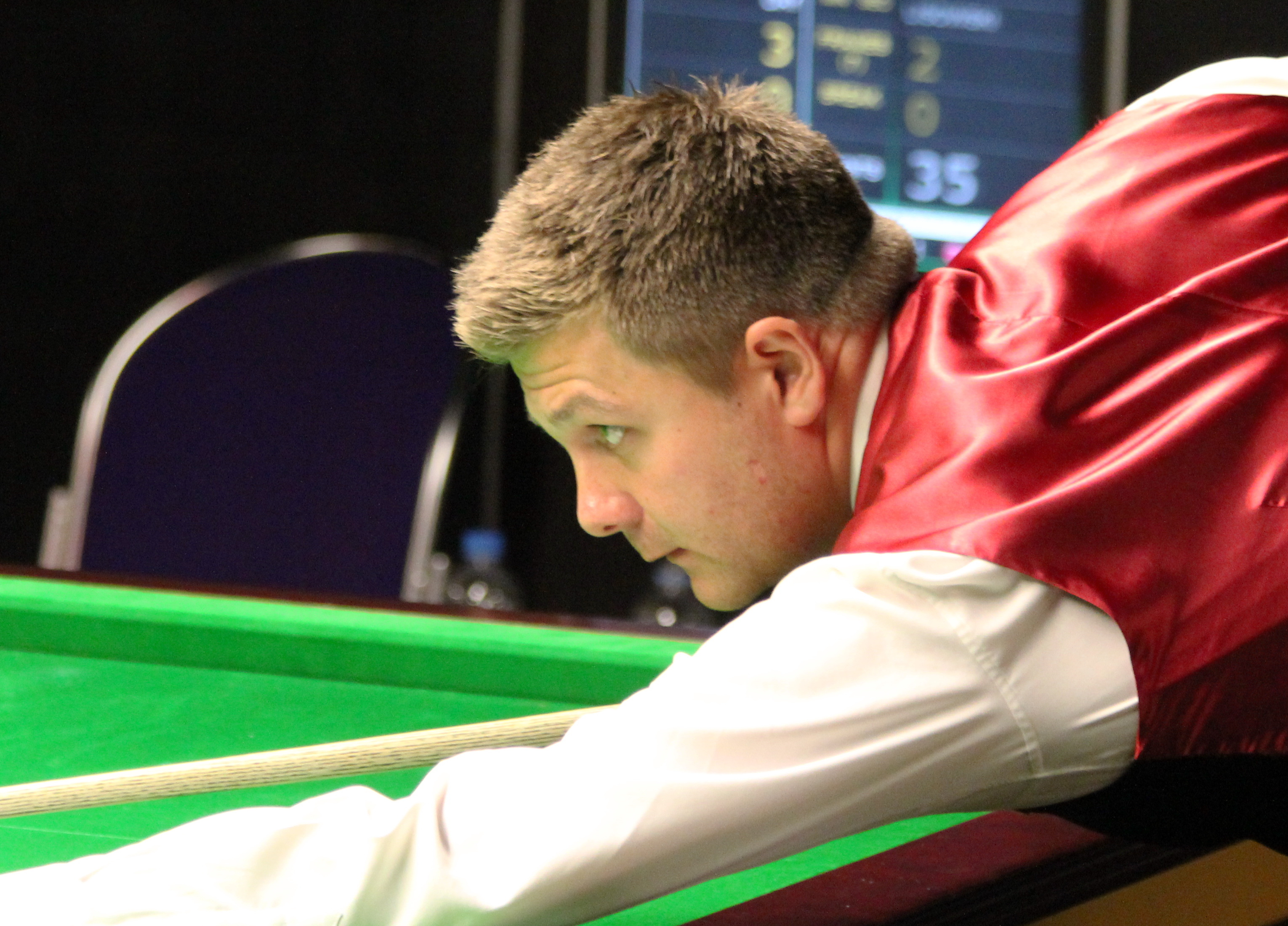
Ryan Day au Classique Paul Hunter en 2012.

### Passage à vide (2009-2017)
Avec une seule apparition en quart de finale lors de la saison 2009-2010, il dégringole et termine la saison au-delà du top 16. Ryan Day lutte pour retrouver son meilleur niveau. Au cours de la saison 2011-2012, il est battu lors du premier tour de quatre des cinq tournois classés pour lesquels il parvient à se qualifier. Il atteint le troisième tour des championnats du monde, battant Ding Junhui et Cao Yupeng. Il mène 5-3 contre Matthew Stevens à la fin de la première session. Souffrant de migraine lors de la session suivante, il perd dix manches consécutives et est éliminé 13-5. La saison suivante est encore moins bonne. Day échoue même à se qualifier pour le championnat du monde de snooker 2013, il perd encore des places au classement et retombe à la 31e place mondiale.
En 2014, Day inscrit son premier 147 dans un tournoi professionnel, performance qu'il a depuis renouvelé à deux reprises, lors du premier jour de la saison 2020-2021 de snooker, au championnat de la ligue, et au championnat du circuit 2023. Cette année-là, il réalise également sa première demi-finale depuis près de quatre ans, au Masters d'Allemagne, mais il est battu par Ding Junhui. Au championnat du monde, issu des qualifications, il élimine la tête de série no 10 Stephen Maguire sur le score de 10 manches à 9, avant d'être battu par Judd Trump (13-7).

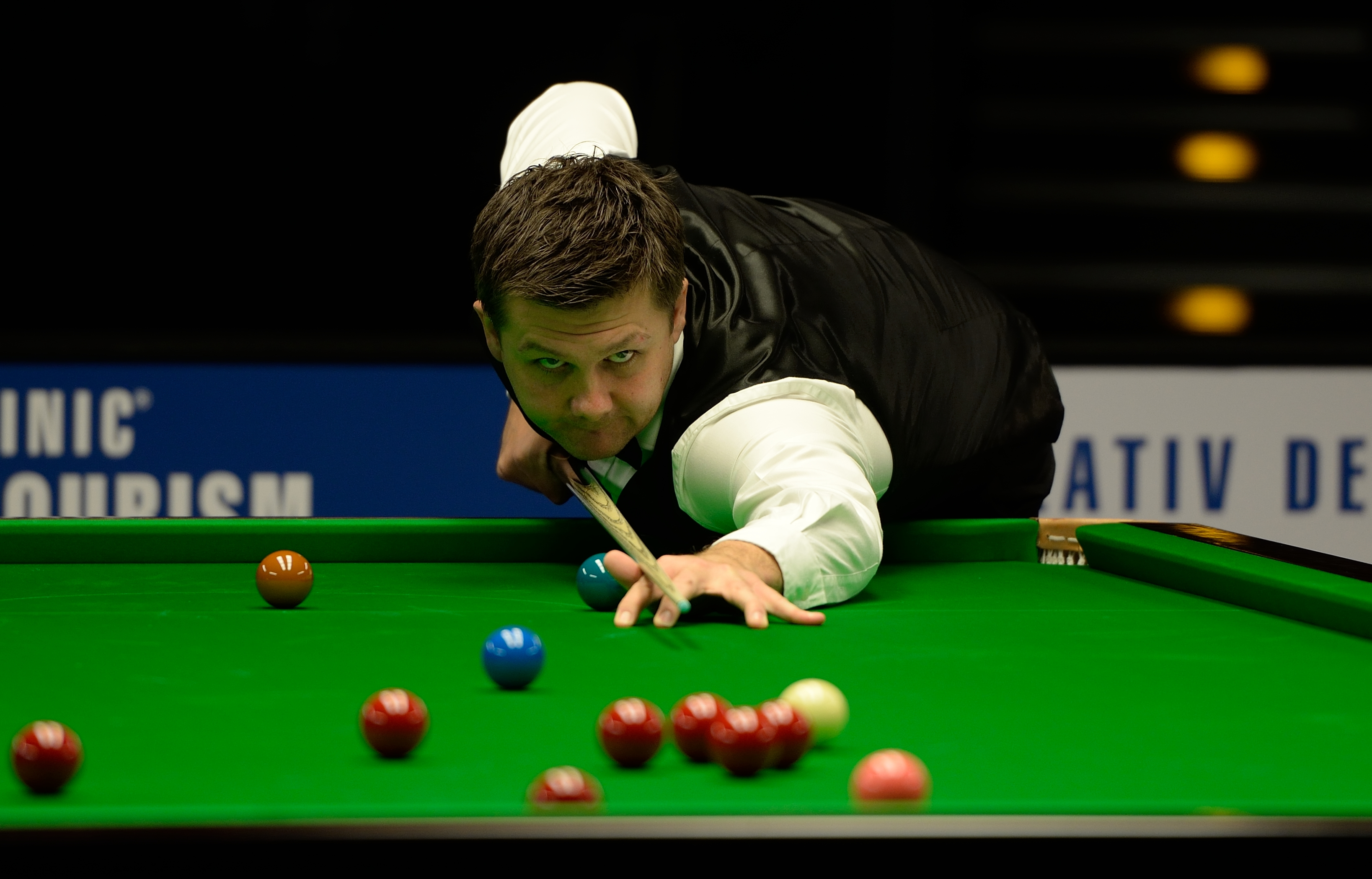
Ryan Day au Masters d'Allemagne en 2015.

La saison d'après, Day se distingue particulièrement dans le championnat du circuit des joueurs, disputant sa première finale depuis 2008, mais il se fait balayer par le Nord-irlandais Mark Allen, par 4 manches à 0, à l'occasion de l'Open de Bulgarie.
En février 2017, il s'incline en finale du Grand Prix mondial, battu 10 manches à 7 par l'Anglais Barry Hawkins. Quelques semaines plus tard, Day décroche une place de demi-finaliste à l'Open de Gibraltar, battu par Judd Trump, 4-2. Il dispute aussi une autre finale au championnat de la ligue, un tournoi non classé, il est toutefois battu aisément par John Higgins (3-0).

### Premières victoires classées et retour en forme (2017-2019)
La consécration lui est accordée en juin 2017 lorsqu'il bat, en finale du Masters de Riga l'Écossais Stephen Maguire sur le score de 5 manches à 2. Il s'adjuge ainsi le premier titre de sa carrière dans un tournoi classé, titre qu'il espérait depuis 17 ans, et passe de la 18e à la 15e place dans le classement mondial. Toujours en 2017, Day se qualifie pour sa première demi-finale dans un tournoi de la triple couronne durant le championnat du Royaume-Uni. Il s'incline sur le score de 6 manches à 3 contre Shaun Murphy. Day s'adjuge un deuxième titre classé à l'Open de Gibraltar l'année suivante, puis enchaine en gagnant le Masters de Roumanie, tournoi au cours duquel il s'extirpe d'un tableau épineux, battant Barry Hawkins (no 6 mondial), John Higgins (no 3), Kyren Wilson (no 11) et Stuart Bingham (no 8).
Sa saison 2018-2019 se révèle très consistante : après avoir accédé à quatre quarts de finale, à l'Open d'Angleterre, à l'Open d'Irlande du nord, à l'Open d'Écosse et au Masters d'Europe, Day est de nouveau finaliste à l'Open de Gibraltar, mais il s'incline face à l'Anglais Stuart Bingham.

### Période difficile et plus grand titre en carrière (depuis 2020)
Day chute à la 37e place mondiale à l'issue de la saison 2019-2020, durant laquelle ses résultats sont catastrophiques. Ce n'est pas mieux engagé au début de la saison 2020-2021 mais contre toute attente, il gagne le troisième titre classé de sa carrière lors du Snooker Shoot-Out, en battant Mark Selby en finale. Grâce à cette victoire, Day réintègre le top 30 mondial. Day améliore un peu ses résultats en 2021-2022, atteignant deux quarts de finale, au Masters d'Europe et au Masters d'Allemagne.
En septembre-octobre 2022, Ryan Day remporte de loin son titre le plus prestigieux lors de l'Open de Grande-Bretagne (tournoi doté à 100 000 £ pour le vainqueur), marquant ainsi son retour dans le top 16 mondial.

## Vie personnelle
Ryan Day s'est marié au cours de l'été 2008 avec la belle-sœur de son père, Lynsey, de quatre ans son ainée. Cette dernière, tante par alliance de Ryan, a d'ailleurs déclaré au journal The Sun, avoir commencé sa relation avec lui alors qu'il était âgé de treize ans. Le couple a deux enfants, Francesca née en 2006 et Lauren née en 2010. Son frère cadet Rhys Day a joué pour Manchester City et a été capitaine de l'équipe du pays de Galles des moins de 21 ans.

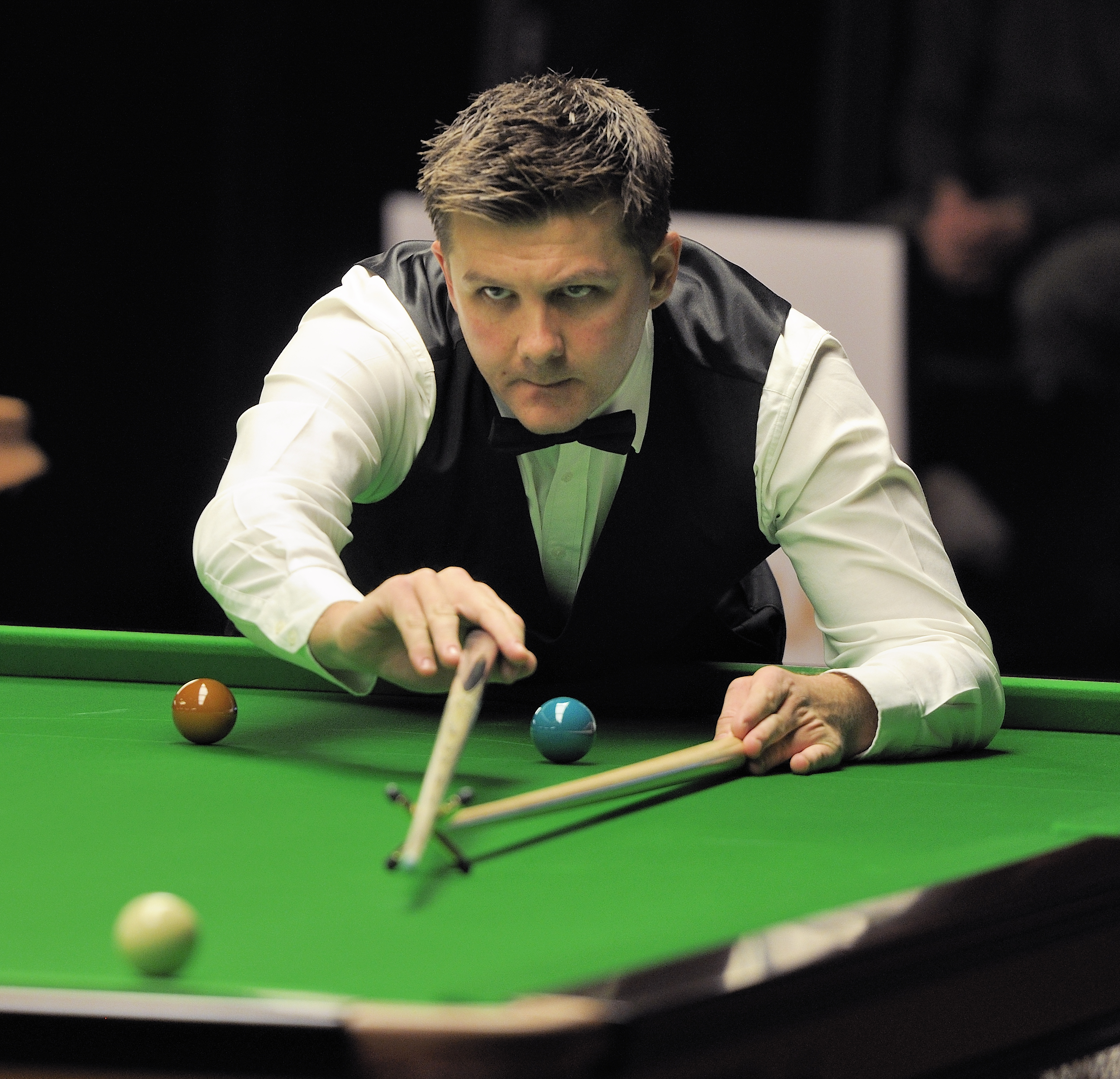
Ryan Day utilisant le reposoir lors du Masters d'Allemagne (2014).

## Palmarès
| Légende | Catégorie                        | Titres                         | Finales                        |
|         | Tournois classés                 | 4                              | 5                              |
|         | Tournois classés mineurs         | 0                              | 1                              |
|         | Tournois non classés             | 2                              | 2                              |
|         | Tournois en équipes              | 1                              | 0                              |
|         | Tournois pro-am                  | 5                              | 4                              |
|         | Tournois du circuit du challenge | 0                              | 2                              |
|         | Tournois amateurs                | 1                              | 1                              |
| Gras    | Tournois de la triple couronne   | Tournois de la triple couronne | Tournois de la triple couronne |

### Titres

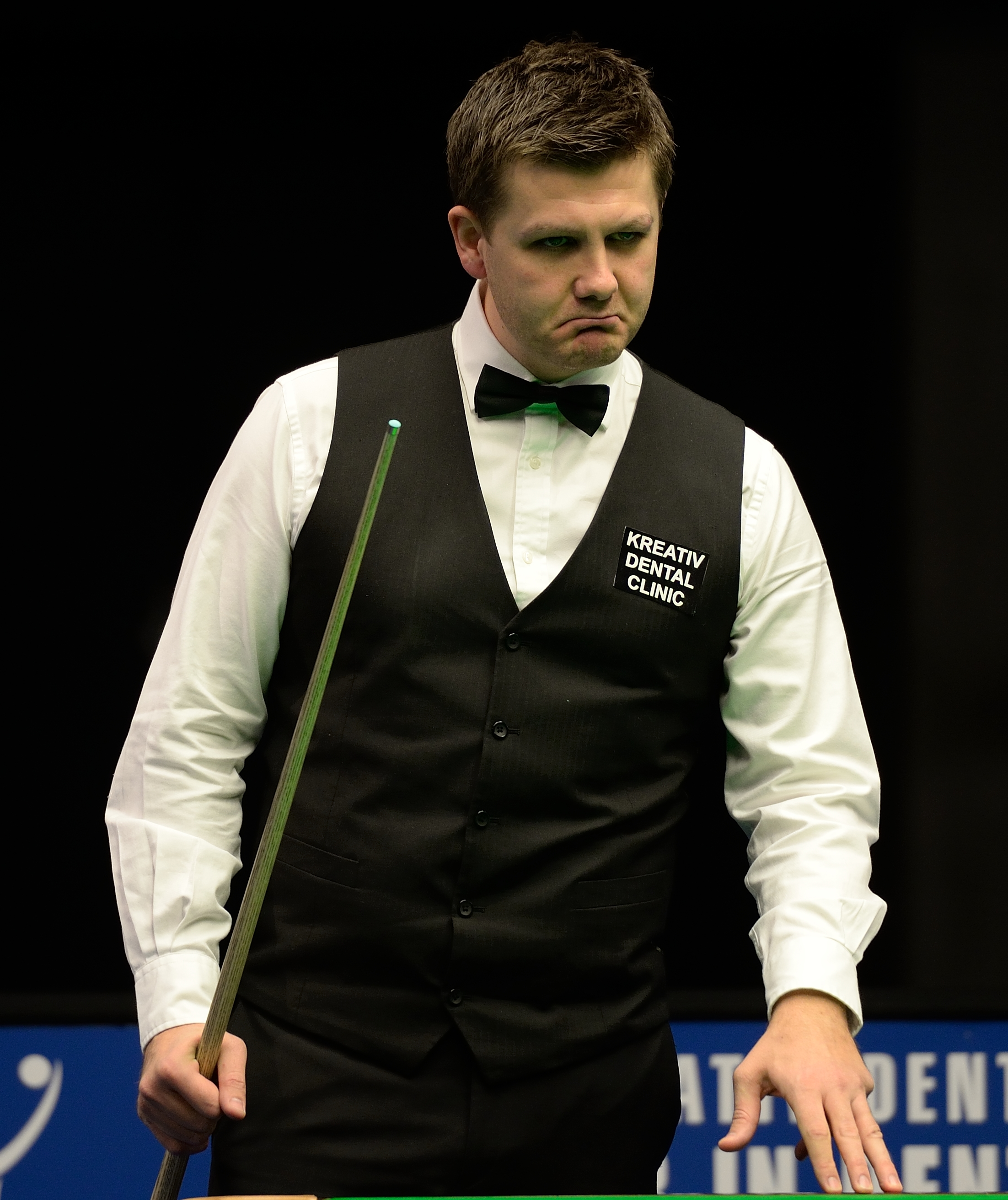
Ryan Day félicitant le coup de son adversaire (Masters d'Allemagne 2015)

| Saison    | Nom du tournoi                        | Lieu          | Finaliste                   | Score | Tableau |
| 1998      | Championnat du pays de Galles amateur | Inconnu       | Ron Jones                   | 8-4   |         |
| 1999      | Open TCC                              | Inconnu       | Darren Morgan               | 6-4   |         |
| 2001-2002 | Championnat Benson & Hedges           | Prestatyn     | Hugh Abernethy              | 9-5   |         |
| 2002-2003 | Circuit de l'EASB (épreuve 1)         | Prestatyn     | James Reynolds              | 5-4   |         |
| 2002-2003 | Circuit de l'EASB (épreuve 2)         | Prestatyn     | Mark Gray                   | 5-3   |         |
| 2006-2007 | Tournoi pro-am Pontins (automne)      | Prestatyn     | Jamie Cope                  | 5-2   |         |
| 2008-2009 | Open d'Autriche                       | Wels          | Jamie Cope                  | 6-3   | Tableau |
| 2017-2018 | Masters de Riga                       | Riga          | Stephen Maguire             | 5-2   | Tableau |
| 2017-2018 | Open de Gibraltar                     | Gibraltar     | Cao Yupeng                  | 4-0   | Tableau |
| 2017-2018 | Masters de Roumanie                   | Bucarest      | Stuart Bingham              | 10-8  | Tableau |
| 2018-2019 | Masters de Macao                      | Macao         | Perry, Anda, Williams et Fu | 5-1   | Tableau |
| 2020-2021 | Snooker Shoot-Out                     | Milton Keynes | Mark Selby                  | 1-0   | Tableau |
| 2022-2023 | Open de Grande-Bretagne               | Milton Keynes | Mark Allen                  | 10-7  | Tableau |

### Finales
| Saison    | Nom du tournoi                            | Lieu      | Finaliste      | Score | Tableau |
| 1998      | Championnat du monde amateur              | Canton    | Luke Simmonds  | 10-11 |         |
| 2000      | Open TCC                                  | Inconnu   | Darren Morgan  | 3-6   |         |
| 2001      | Circuit du challenge (épreuve 2)          | Prestatyn | Leo Fernandez  | 3-6   |         |
| 2002      | Circuit du challenge (épreuve 4)          | Prestatyn | David Gilbert  | 3-6   |         |
| 2006      | Tournoi pro-am Pontins (épreuve 2 pro-am) | Prestatyn | Judd Trump     | 1-4   |         |
| 2006      | Tournoi pro-am Pontins (épreuve 4 pro-am) | Prestatyn | Ricky Walden   | 1-4   |         |
| 2006      | Tournoi pro-am Pontins (épreuve 6 pro-am) | Prestatyn | Dave Harold    | 1-4   |         |
| 2006-2007 | Coupe de Malte                            | Portomaso | Shaun Murphy   | 4-9   | Tableau |
| 2007-2008 | Masters de Shanghai                       | Shanghai  | Dominic Dale   | 6-10  | Tableau |
| 2008-2009 | Grand Prix                                | Glasgow   | John Higgins   | 7-9   | Tableau |
| 2010-2011 | Challenge international de Pékin          | Pékin     | Tian Pengfei   | 3-9   | Tableau |
| 2015-2016 | Open de Bulgarie                          | Sofia     | Mark Allen     | 0-4   | Tableau |
| 2016-2017 | Grand Prix mondial                        | Preston   | Barry Hawkins  | 7-10  | Tableau |
| 2016-2017 | Championnat de la ligue                   | Coventry  | John Higgins   | 0-3   | Tableau |
| 2018-2019 | Open de Gibraltar                         | Gibraltar | Stuart Bingham | 1-4   | Tableau |